# Zsolt K. Lengyel
Zsolt K. Lengyel (* 23. November 1960 in Cluj, Rumänien) ist ein ungarisch-deutscher Historiker und Politologe. Er ist seit 2015 geschäftsführender Direktor des Ungarischen Instituts der Universität Regensburg.

## Biographie
Lengyels Familie stammt aus Siebenbürgen, wo er bis zur Emigration seiner Eltern 1973 das Musiklyzeum in Cluj besuchte. Nach einem weiteren Jahr am Gymnasium im rumänischen Arad übersiedelte er 1974 mit seinem Bruder zu seinen Eltern in die Bundesrepublik Deutschland. 1980 legte er sein Abitur am Alten Kurfürstlichen Gymnasium in Bensheim ab.
Von 1981 bis 1982 studierte er Neuere und Neueste Geschichte, Politikwissenschaft und Philosophie an der Ruprecht-Karls-Universität Heidelberg. Von 1982 bis 1986 schloss er das Studium der Geschichte Ost- und Südosteuropas, der Politikwissenschaft, der Allgemeinen und vergleichenden Literaturwissenschaft an Ludwig-Maximilians-Universität München mit dem Magister Artium ab. 1992 promovierte er dort bei Edgar Hösch mit der Arbeit Auf der Suche nach dem Kompromiß. Ursprünge und Gestalten des frühen Transsilvanismus 1918–1928. Zwischen 1989 und 1992 war er Stipendiat der Hanns-Seidel-Stiftung.
Lengyel ist seit 1982 am Ungarischen Institut München (UIM) tätig. Bis 1998 arbeitete er dort als wissenschaftlicher Mitarbeiter, bevor er 1998 Geschäftsführer und 2002 Direktor und Vereinsvorsitzender wurde. Parallel war er von 1989 bis 2003 Lehrbeauftragter und ab 1996 auch wissenschaftlicher Mitarbeiter am Institut für Geschichte Ost- und Südosteuropas an der Ludwig-Maximilians-Universität. Er habilitierte sich 2008 an der Budapester Eötvös-Loránd-Universität im Fach Geschichtswissenschaft.
Seit dem Umzug des UIM nach Regensburg 2009 ist er Leiter und Lehrkraft der hungarologischen Ausbildung an der Universität Regensburg, seit 2015 als geschäftsführender Direktor des Hungaricum – Ungarischen Instituts. 
Zsolt K. Lengyel ist geschieden und hat drei Kinder.

## Tätigkeiten
Schwerpunkte seiner Forschung bilden die Geschichte Ungarns, Rumäniens, Siebenbürgens und Österreich-Ungarns mit dem Schwerpunkt 19. und 20. Jahrhundert. Darüber hinaus forscht Lengyel zu politischer Theorie sowie zu internationalen und interethnischen Beziehungen. Er beschäftigt sich auch mit der Geschichte und der Entwicklung der Hungarologie. Er publiziert sei 1983 in deutscher und in ungarischer Sprache.
Am Ungarischen Institut München ist er unter anderem als Herausgeber und Redaktionsleiter der Periodika Studia Hungarica und Ungarn-Jahrbuch tätig. Daneben ist er seit 2002 Vorsitzender des Trägervereins Ungarischen Instituts München e. V., der seit 2015 als Förder- und Kooperationspartner des Ungarischen Instituts der Universität Regensburg fungiert.
1993 wurde seine Dissertation mit dem Preis der Südosteuropa-Gesellschaft München ausgezeichnet. Für seine Verdienste bei der Verbreitung der ungarischen Kultur wurde Lengyel 2010 vom ungarischen Botschafter in Deutschland, Sándor Peisch, mit der Medaille Pro Cultura Hungarica geehrt. 2020 wurde ihm von Staatspräsident János Áder das Ritterkreuz des Ungarischen Verdienstordens zur „Anerkennung seiner Leistungen auf dem Gebiet der Hungarologie sowie der hohen Qualität seiner organisatorischen Arbeit im Bereich des Unterrichts des Ungarischen als Herkunftssprache in Bayern“ verliehen.

## Veröffentlichungen (Auswahl)
- Das neue Osteuropa von A–Z. Hrsg. von Peter Rehder. München 1992, 1993 (Mitverfasser);
- Auf der Suche nach dem Kompromiß. Ursprünge und Gestalten des frühen Transsilvanismus 1918–1928. München 1993.
- Emigráció, szórvány, hungarológia. Válogatott írások 1985–2012 [Emigration, Diaspora, Hungarologie. Ausgewählte Schriften 1985–2012]. Budapest 2012.
- Tükrözés és torzulás. Magyarország és a magyar kisebbségek képe a német politikai irodalomban 1993–1994 [Bilder und Zerrbilder. Das Bild Ungarns und der ungarischen Minderheiten in der deutschen politischen Literatur 1993–1994]. Budapest 2014.
- Der gelehrsame Exilant. Eine kleine Biografie des Historikers Thomas von Bogyay. Regensburg 2018.
- Magyar politikai enciklopédia [Ungarische politische Enzyklopädie]. Hrsg. von Pásztor Péter. Budapest 2019 (Mitverfasser).